# 珍妮·米尔斯
珍妮·特拉夫頓·米爾斯（英語：Janet Trafton Mills，1947年12月30日—），美國政治家，民主黨人，2019年1月開始，擔任缅因州第75任州長，也是缅因州的首任女性州长。2022年民主黨再次提名她競選，並且成功連任。此前，她是緬因州前任檢察總長，亦是前任州議員。